# 브리지트 라에

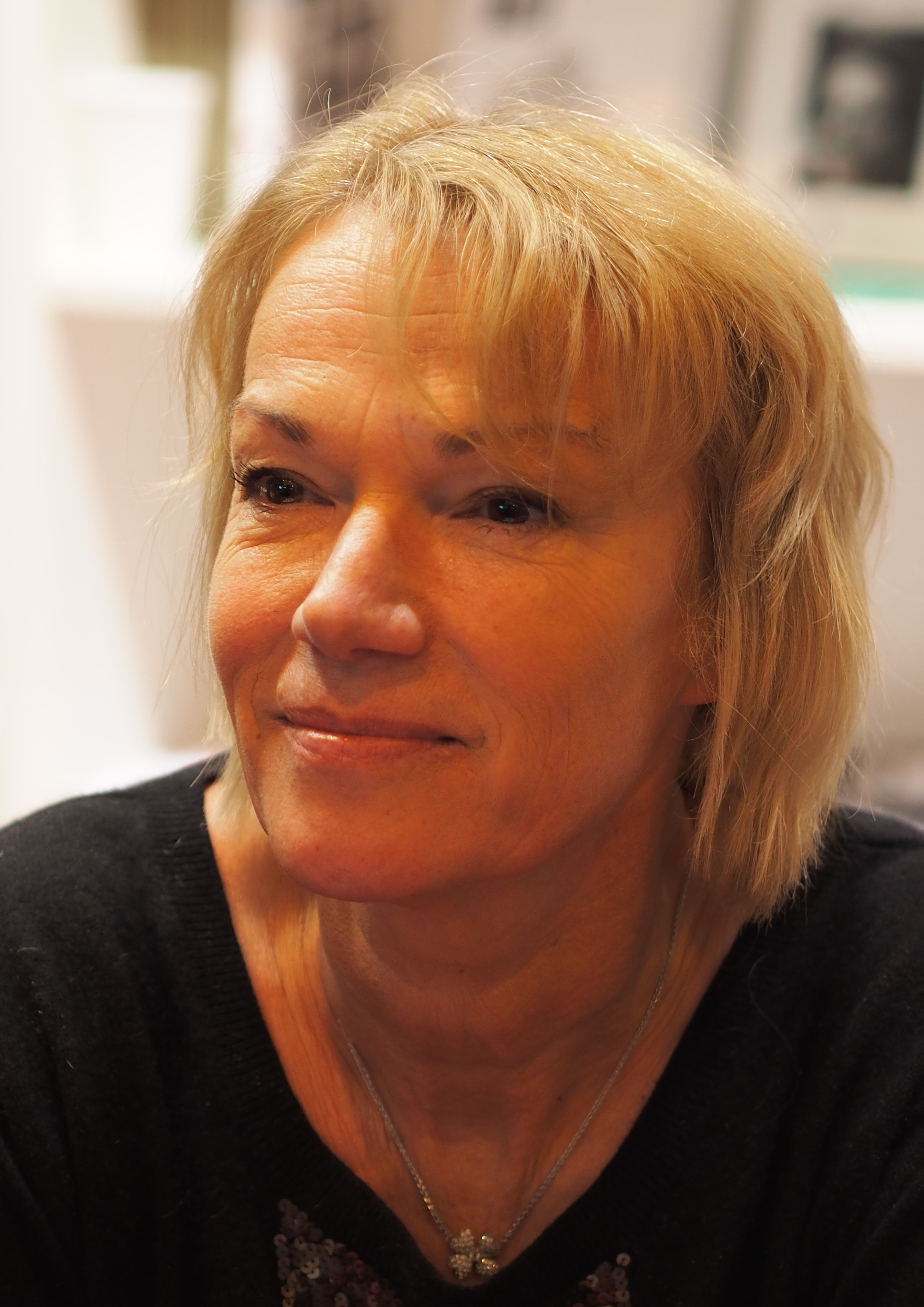

브리지트 라에(프랑스어: Brigitte Lahaie, 1955년 10월 12일 ~ )는 프랑스의 라디오 방송인, 전직 포르노 배우이다.
투르쿠앵에서 태어났다. 본명은 브리지트 판메이르하허(Brigitte Vanmeerhaeghe)로, 성은 플람스어로 울타리를 뜻한다. 예명인 '라에'는 이를 프랑스어로 바꾼 것이다.

## 영화
- 블레임 잇 온 멈 (2009년)
- 죽을 고생 (2004년)
- 헨리밀러의 북회귀선 (1990년)
- 다크 미션 (1988년)
- 페이스레스 (1988년)
- 파리 특수 형사 (1985년)
- 형사 이야기 (1981년)
- 디바 (1981년)
- 사냥감의 밤 (1980년)
- 프렌드리 페이버스 (1980년)
- 테이크 미 (1978년)
- 거대한 향락 (1978년)
- 쾌락의 파티 (1977년)